# Дікінсон (округ, Мічиган)
Шаблон:StateAbbr_ 46°00′ пн. ш. 87°52′ зх. д. / 46° пн. ш. 87.87° зх. д.
Округ  Дікінсон (англ. Dickinson County) — округ (графство) у штаті Мічиган, США. Ідентифікатор округу 26043.

## Історія
Округ утворений 1891 року.

## Демографія
За даними перепису 
2000 року 
загальне населення округу становило 27472 осіб, зокрема міського населення було 20001, а сільського — 7471.
Серед мешканців округу чоловіків було 13521, а жінок — 13951. В окрузі було 11386 домогосподарств, 7579 родин, які мешкали в 13702 будинках.
Середній розмір родини становив 2,93.
Віковий розподіл населення поданий у таблиці:
| Стать    | До 15 років | 15-21 | 22-29 | 30-39 | 40-49 | 50-65 | 65-85 | Понад 85 |
| -------- | ----------- | ----- | ----- | ----- | ----- | ----- | ----- | -------- |
| Чоловіки | 2956        | 1234  | 975   | 1874  | 2321  | 2125  | 1811  | 225      |
| Жінки    | 2614        | 1155  | 987   | 1934  | 2227  | 2098  | 2440  | 496      |

## Суміжні округи
- Маркетт — північ
- Меноміні — південний схід
- Марінетт, Вісконсин — південь
- Флоренс, Вісконсин — південний захід
- Айрон — захід

## Виноски
1. ↑  U.S. Decennial Census. United States Census Bureau. Архів оригіналу за 26 квітня 2015. Процитовано 21 вересня 2014.
2. ↑  Historical Census Browser. University of Virginia Library. Архів оригіналу за 11 серпня 2012. Процитовано 21 вересня 2014.
3. ↑  Population of Counties by Decennial Census: 1900 to 1990. United States Census Bureau. Архів оригіналу за 15 листопада 2018. Процитовано 21 вересня 2014.
4. ↑  Census 2000 PHC-T-4. Ranking Tables for Counties: 1990 and 2000 (PDF). United States Census Bureau. Архів оригіналу (PDF) за 18 грудня 2014. Процитовано 21 вересня 2014.
5. ↑  State & County QuickFacts. United States Census Bureau. Архів оригіналу за 6 червня 2011. Процитовано 27 серпня 2013.(англ.) Наведено за англійською вікіпедією.
6. ↑  American FactFinder. Бюро перепису населення США. Архів оригіналу за 21 травня 2008. Процитовано 31 січня 2008.

| США | Це незавершена стаття з географії США. Ви можете допомогти проєкту, виправивши або дописавши її. |